# タイタン・クライドバンク
座標: 北緯55度53分50秒 西経4度24分31秒 / 北緯55.8973度 西経4.4085度

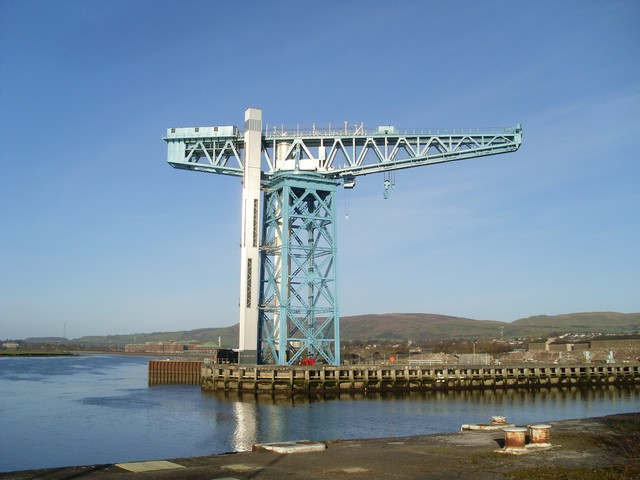
化粧直しされたタイタンクレーン。クライドバンク市内。以前のジョン・ブラウン・アンド・カンパニーの艤装ベイスン際(ぎわ)

タイタン・クライドバンク（Titan Clydebank、別名：タイタンクレーン(Titan crane)）は高さ46メートルのカンチレバー・クレーン(別名ハンマーヘッド・クレーン)であり、スコットランドのウェスト・ダンバートンシャー州クライドバンク(Clydebank)に所在する。これはジョン・ブラウン・アンド・カンパニー(John Brown & Company： 以下「ジョン・ブラウン社」)の造船所で戦艦や旅客船の艤装期間中、エンジンやボイラーのような重量のある設備の昇降に用いるべく設計された。また世界初の電動カンチレバー・クレーンであり、完成時、このタイプとして世界最大だった。
U字型の艤装ベイスン端に設置されたクレーンはクイーン・メリー、クイーン・エリザベス、クイーン・エリザベス2 のような20世紀最大の諸艦船の建造に使用された。カテゴリーAの英国登録建造物(Listed building)であり2007年に観光施設および造船博物館として化粧直しされた。

## 歴史
クライドバンクの造船所は1871年、ジェイムズ・アンド・ジョージ・トンプソン会社(James & George Thomson)がガヴァンのグレイヴィング・ドックス(Graving Docks)から移転して創設された。
ジョン・ブラウン社は1899年、造船所を買収し、1905年、24,600ポンドでダルマーノックを拠点にするエンジニアリング会社であるサー・ウィリアム・アロル・アンド・カンパニー(Sir William Arrol & Co. 以下「アロル社」)にクレーンを発注した。タイタンは2年後の1907年に完成した。 クレーンはスコットランド人エンジニアのアダム・ハンター(Adam Hunter)によって建設された。彼はアロル社の主任技師であり、見習時代フォース鉄道橋の建設に携わった。 タイタンへの大部分の機械装置の組立と組込みはバースのストザート・アンド・ピット(Stothert & Pitt)社が行った。その中にはランカシャー・ダイナモ・アンド・モーター・カンパニー(Lancashire Dynamo and Motor Co.)が製作した電動モーターが含まれる。
ドックは艦船の艤装に使われ、クレーンはエンジンやボイラーを船内に吊上げるのに用いられた。 タイタンの吊上能力とクライド川とカート川の合流点に位置する造船所の立地の良さによって獲得された超巨大船の建造能力は造船所の成功に貢献した。
1907年4月24日、試運転が行われタイタンは160トン、半径26メートルの能力を持つ過去最大のカンチレバー・クレーンになった。 1938年、戦艦デューク・オブ・ヨーク (HMS Duke of York)のような艦に新型の長射程砲用砲塔を取付けるためには能力が不足している事が明らかになり、オリジナルの吊上能力は206トンへ増強された。
1941年3月13日と14日の夜、クライドバンク大空襲(Clydebank Blitz)は町を事実上破壊した。死者528人、重傷者617人以上、そして4万8,000人の市民が家を失った。 イギリス最悪の空襲の一つであったが、クライドバンクの7施設だけが無傷だった。空襲には初日の夜、ドイツ空軍の爆撃機260機、2日目は200機が参加し、クライドバンクを含むクライド川沿いの産業を目標にした。が、タイタンは無傷だった。
1968年、厳しさを増す競争環境への対応として、造船所は他の4社と合同し、アッパー・クライド・シップビルダーズ(Upper Clyde Shipbuilders)を形成した。 1970年のイギリス総選挙の結果、政権交代が起きて造船所への補助金は廃止され、ジョン・ブラウン社は閉鎖に追い込まれた。テキサス州ヒューストンを拠点にしたオイルリグ建造会社マラソン・マニュファクチャリング・カンパニー(Marathon Manufacturing Company)が破産管財人から会社を買収した。  1980年、マラソン社は造船所をフランス企業UIE(Union Industrielle et d’Entreprise)に売却した。2001年、UIEの親会社ブイグ(Bouygues)の海外事業部は造船所を閉鎖し、その跡地には再開発の看板が掲げられた。
タイタンによって建造された艦船には巡洋戦艦フッド(HMS Hood)、客船クイーン・メリー、クイーン・エリザベス、クイーン・エリザベス2 および王室ヨットブリタニア (HMY Britannia)が含まれる。

### 化粧直し

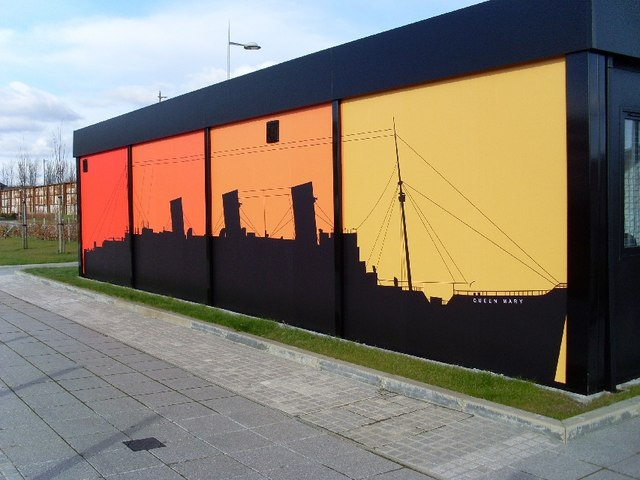
タイタンのチケット売り場(パーサーズ・オフィスと呼ばれる)およびインフォメーションセンター。クイーン・メリーのシルエットがあしらわれている

タイタンは1980年代に使用されなくなり、その後放置されていた間に操縦室への破壊行為と構造材への腐食によって荒廃が進んだ。 1988年、カテゴリーAの英国登録建造物に認定された。
2005年、都市再生会社クライドバンク・リビルト(Clydebank Re-Built)は375万ポンドの修復プロジェクトを開始し、2007年8月クレーンは公開された。 構造材は古いペンキと赤錆を除去するためショット・ブラスト処理された。 ジブ(クレーンの腕)に登る訪問客用のエレベーターと緊急避難用の階段が設置され、同時に展望エリアの周りの転落防止用ワイヤーメッシュとライトアップ用の投光器が取付けられた。

## 設計

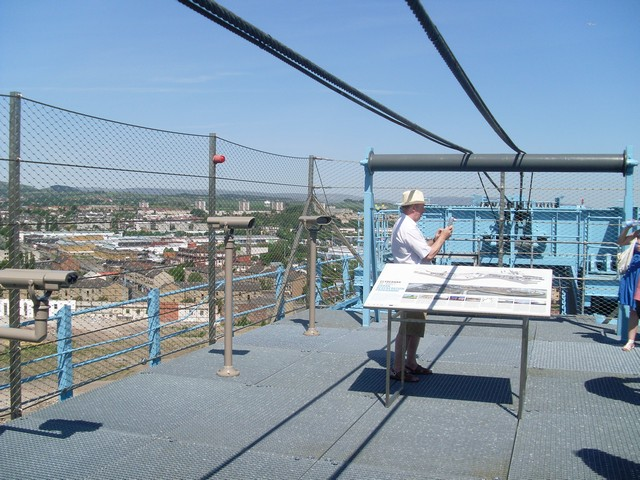
タイタンクレーンのジブ(腕)は展望台へと生まれ変わった。

タイタンは固定カウンターウエイト(バランサー、釣合重り)と全体が回転梁(rotated beam: クレーンの腕)に搭載された電動ホイスト(巻上げ機)群を用い、前世代の蒸気駆動のクレーンより高速かつ応答性が高かった。 150トンの最大吊上能力(full lifting capacity)を必要としない、より小さな組立部品を吊上げるために能力30トンの補助ホイストが使用された。大荷重の物を吊上げる事は比較的稀であった。
タイタンは全高49メートル、重量800トンで深さ23メートルまで打込まれたコンクリートパイル上に据付けられている。 カンチレバーの腕の高さは45.7メートル、長さは27.4メートルである。 主塔は12メートル四方で、その中心は岸壁の際(きわ)から10.7メートルである。
1970年代にベアードモア・クレーンが、2007年にフェアフィールド・タイタンが撤去されたが、クライド川沿いにはいまだ4つの巨大カンチレバー・クレーンが残っている。
タイタン以外の3つは
- グラスゴーのフィニーストン・クレーン（英語版）
- スコッツタウン（英語版）のバークレー・カール・クレーン（英語版）
- グリーノックのジェイムズ・ワット・ドック・クレーン（英語版）

である。
全世界で建造された60弱の巨大カンチレバー・クレーンの内クライド川沿いに在ったのは6基だった。2011年5月現在、世界で11基のみ現存し、4基がクライド川沿いにある。

## 受賞
(以下、受賞年、賞名、- 授与主体、摘要)
- 2008年　国際建築賞（英語版） - シカゴ・アセニアム（英語版）
構造物の再生に対して認定が与えられた
- 2009年　国際建築賞 - シカゴ・アセニアム
市民トラストによる構造物の再生に対して認定が与えられた[28]
- 2012年　工学遺産賞（英語版）(EHA: Engineering Heritage Award) - 英国機械工学者協会（英語版）(IMechE: Institution of Mechanical Engineers)
受賞理由: 「機械工学における壮大な事例であり地域景観と一体化した一部分を成している」[16][28]
- 2013年　国際歴史的土木工学ランドマークおよび国際歴史的機械工学ランドマーク - アメリカ土木学会
スコットランドで5つ目の受賞[28]